# Francisco Cabrera Santos
Francisco Cabrera Santos (født 14. maj 1946, død 26. februar 2010) var venezuelansk forretningsmand og politiker, som var borgmester i Valencia, Venezuela i perioden 1995-2008.
Han blev født på de Kanariske Øer og ankom til San Felipe i Venezuela som immigrant i 1953.
I 2006 var han en af finalisterne til World Mayor.